# Rhyacophila peripenis
Rhyacophila peripenis är en nattsländeart som beskrevs av Sun och Yang 1998. Rhyacophila peripenis ingår i släktet Rhyacophila och familjen rovnattsländor. Inga underarter finns listade i Catalogue of Life.